# كلارنس إيدي
كلارنس إيدي (بالإنجليزية: Clarence Eddy)‏ (و. 1851 – 1937 م) هو ملحن أمريكي، ولد في غرينفيلد، يستخدم آلات أورغن، توفي في شيكاغو، عن عمر يناهز 86 عاماً.

## روابط خارجية
- كلارنس إيدي على موقع ميوزك برينز (الإنجليزية)